# 青空のナミダ
「青空のナミダ」（あおぞらのナミダ）は、日本の歌手・高橋瞳の楽曲で、3枚目のシングル。2005年（平成17年）11月30日にgr8! recordsから発売された。

## 解説
前作「evergreen」から約3か月ぶりのシングル。初回生産盤として、ビデオクリップ収録のDVDが封入されたタイプと、『BLOOD+』ファイルが封入されたタイプがリリースされた。また、双方に『BLOOD+』描き下ろしワイドラベルステッカーが付属した（タイプごとにデザインが異なる）。
デビュー作「僕たちの行方」に次いで2度目となるアニメソングであり、「僕たちの行方」と同じく毎日放送制作土曜夕方6時枠のアニメ（土6）の主題歌として起用された。また「僕たちの行方」以来のトップ10入りを果たし、初登場8位を獲得した。

## 収録曲
1. 青空のナミダ
  - 作詞：高橋瞳/渡辺なつみ 作曲：田中秀典 編曲：安原兵衛
  - テレビアニメ『BLOOD+』第1期オープニングテーマ。
2. もうひとつの夜明け
  - 作詞：高橋瞳/mavie 作曲/編曲：齋藤真也
3. My Answer
  - 作詞：mavie 作曲/編曲：中野雄太
4. 青空のナミダ -Instrumental-

## 収録アルバム
- sympathy（#1, #2）

## カバー
- 双海亜美 / 真美（声：下田麻美） - 2009年発売のアルバム『THE IDOLM@STER MASTER SPECIAL 02 秋月律子・双海亜美 / 真美』に収録。